# Янкович, Иштван
Иштван Лайош Янош Янкович (венг. Jankovich István Lajos János; 17 октября 1889, Будапешт — 21 февраля 1974, Будапешт) — венгерский легкоатлет, выступавший в беге на короткие дистанции. Участник летних Олимпийских игр 1912 года.

## Биография
Иштван Янкович родился 17 октября 1889 года в австро-венгерском городе Будапешт (сейчас в Венгрии).
Получил юридическое образование.
Выступал в легкоатлетических соревнованиях за будапештский МАК. Четырежды выигрывал чемпионат Венгрии в 1911—1912 годах в беге на 100 и 200 метров.
Был рекордсменом страны в беге на 100 метров. Стал первым венгром, пробежавшим эту дистанцию быстрее 11 секунд.
В 1912 году вошёл в состав сборной Венгрии на летних Олимпийских играх в Стокгольме. В беге на 100 метров занял в четвертьфинальном забеге 2-е место, в полуфинале не попал в тройку лучших. В эстафете 4х100 метров сборная Венгрии, за которую также выступали Ференц Собота, Вилмош Рац и Пал Салаи, выиграла четвертьфинальный забег с результатом 43,7 секунды и заняла последнее, 2-е место в полуфинале (42,9), уступив 0,4 секунды установившей мировой рекорд сборной Швеции. Также был заявлен в беге на 200 метров, но не вышел на старт.
Умер 21 февраля 1974 года в Будапеште.

## Личный рекорд
- Бег на 100 метров — 10,8 (1912)[1]